# Киси (виноград)
Киси (Магранули) — технический (винный) сорт винограда, используемый для производства янтарных (оранжевых) и белых вин в Грузии. Происходит из Кахетии, где главным образом и культивируется. 
Сочетает характеристики ркацители (форма листьев) и мцване (цвет и аромат ягод), не уступая обоим по винодельческому потенциалу. Это долгое время позволяло ампелографам подозревать в киси гибрид этих двух сортов. Анализ ДНК, проведенный в 2006 году Жозе Вуйямо, не подтвердил это предположение.  

«Кусты среднерослые. Степень вызревания побегов хорошая. Листья средние, округлые или чуть овальные, сетчато-морщинистые, иногда мелкопузырчатые, в основном трехлопастные, реже пятилопастные, снизу со средним паутинистым опушением. Черешковая выемка лировидная или сводчатая с одним или двумя шпорцами. Цветок обоеполый. Грозди средние, конические, цилиндроконические, иногда крылатые, средней плотности, реже рыхлые или очень плотные. Ягоды средние, овальные, иногда округлые, зеленовато-желтые, с густым восковым налетом. Кожица тонкая. Мякоть сочная, с ярко выраженным сортовым ароматом. Урожайность 55—80 ц/га. Виноград среднего периода созревания. Период от начала распускания почек до полной зрелости ягод составляет 140 дней при сумме активных температур 2950°С».— «Энциклопедия виноградарства»
Устойчивость киси против грибных болезней, филлоксеры и прочих вредителей слабая. По урожайности даже в оптимальном климате уступает ркацители на 25-30%. Эти факторы способствовали тому, что виноградарские совхозы советского времени отвернулись от этого сорта. В результате к концу XX века можно было встретить только отдельные кусты киси на виноградниках, целиком засаженных ркацители. Рост интереса к редким местным сортам и традиционным янтарным винам привёл к тому, что в начале XXI века на части кахетинских виноградников ркацители был заменён на киси или хихви.
Из винограда производят сухое белое и янтарное вино — как классическим способом, так и в кувшинах (квеври), без отделения гребней. Вина из квеври проявляют нотки сушёных яблок (или дюшеса), грецкого ореха, пряностей. Виноделы, которые делают ставку на этот сорт винограда, считают его способным производить более долговечные и выразительные вина, чем ркацители и мцване. До появления на рынке моносортовых вин этот сорт обычно использовался в купаже с ркацители. 